# François Étienne Kellermann
Francois Étienne Kellermann, II duque de Valmy (1770-1835), fue un general francés de la República y el Imperio.

## Biografía
Alistado en 1785; brigadier en 1797; general de división en 1800. Comandante de la caballería de Junot en Portugal; negoció el Convenio de Sintra; gobernador de León en 1809-1811; retirado en mayo de 1811; prestó servicio en Rusia, Alemania, Francia y en Waterloo.
Nació en Metz, en 1770; era hijo del mariscal François Christophe Kellermann, I duque de Valmy, descendiente de una importante familia sajona. Ingresó en los Húsares en su minoría de edad, abandonado la milicia para ir en 1791, como secretario de la legación francesa en Washington. Tras su retorno a Francia, en 1793, se incorpora al Ejército de los Alpes, progresando rápidamente en el escalafón militar, de tal modo que en 1796 le hallaremos con el grado de general de Brigada. Toma parte en la campaña de Italia, donde Napoleón le destina a los lugares de más relieve, fruto de ello será la destacada fama que alcanzaría en la batalla de Marengo, en la que puesto a la cabeza de su caballería, mandará la que será célebre carga que propiciaría la victoria francesa. 
Ascendido a general de División, se integra en el Ejército hannoveriano, hasta que en 1807 es destinado a la ocupación de Portugal, formando parte del ejército que manda el general Junot. Finalizadas las jornadas portuguesas, Kellermann se encontrará a partir del mes de octubre de 1808 en las acciones del Norte de España. Cuando Napoleón entra en España, el Ejército de Reserva, situado en Bayona, está al mando de Kellermann, por lo que realizará toda la campaña del Norte, participando en la batalla de Gamonal (10 de noviembre de 1808), campaña del Principado de Asturias, provincia de León e inmediatas.
En 1810 fue nombrado gobernador de Valladolid. Para congraciarse con la población (a la que inicialmente reprimió), organizó durante la Semana Santa de aquel año la procesión de Viernes Santo, confiriéndola características de solemnidad y marcialidad que han perdurado hasta nuestros días. 
Acabada la guerra franco-española, tras el retorno de Napoleón al poder, Kellermann obtiene de aquel el mando del Tercer Cuerpo de Caballería, con la que da otra célebre carga, el 16 de junio de 1815, en Quatre-Bras, donde pudo haber cambiado la historia, obligando a retroceder al general Wellington, pero aquel día Ney no pudo asistirle apoyando su ala. Alcanzado su caballo, cayó al suelo pero logró asirse a dos caballos y de este modo, colgado de ambos pudo alejarse a galope tendido, alcanzando de nuevo sus líneas. Durante la jornada de Waterloo, al día siguiente, no bien repuesto del esfuerzo desarrollado, cayó herido. 
Retirado tras la Segunda Restauración, vivió alejado de toda actividad, hasta que en 1820, con motivo del fallecimiento de su padre, ocupó el asiento de este en el Parlamento, pasando a ser un nuevo par de Francia y duque de Valmy. 
En 1820 publicó dos opúsculos en los que defendía la actuación que tuvo en la batalla de Marengo, y reclamaba la consideración que debía de hacérsele en este sentido. Sus títulos eran: Réfutation de M. Le duc de Rovigo ou vérite sur le bataille de Marengo, Paris, 1828. El otro es Deuxième et dernière réplique dún ami à M. Le duc de Rovigo, París, 1828. 
Falleció en París en 1835 y fue sepultado en el Cementerio del Père-Lachaise. 

¡Un buen General no solo ve el camino hacia la victoria, sino que también sabe cuando ésta es imposible!
Francois Étienne Kellermann